# Lipinki Szlacheckie
Lipinki Szlacheckie – wieś kociewska w Polsce położona w województwie pomorskim, w powiecie starogardzkim, w gminie Starogard Gdański przy drodze wojewódzkiej nr 229.
W latach 1975–1998 miejscowość administracyjnie należała do województwa gdańskiego.